# Blakstad Station
 Ikke at forveksle med Blakstad Station (1908-1989).
Blakstad Station (Blakstad stasjon eller Blakstad holdeplass) er en jernbanestation på Arendalsbanen, der ligger i Froland kommune i Norge. Stationen består af et spor og en perron med læskur samt en lille parkeringsplads og busstoppested. Den ligger tæt på kommunecentret i Froland.
Stationen åbnede 28. maj 1989, hvor den erstattede den tidligere station af samme navn en kilometer længere mod syd, Blakstad bru 300 m længere mod syd og Hurv 700 m længere mod nord.